# Te Wairere Waterfall
Der Te Wairere Waterfall ist ein Wasserfall in Kerikeri auf der Nordinsel Neuseelands. Er liegt im Lauf des Wairoa Stream östlich des Stadtzentrums. Seine Fallhöhe beträgt rund 20 Meter.
In Kerikeri zweigt die Cobham Road in zunächst südöstlicher Richtung von der Ortsdurchfahrt ab. Diese führt nach etwa 800 Metern auf einen Parkplatz an einer Brücke über den Wairoa Stream. Von hier aus führt ein Wanderweg, der bis 2017 rund 60 Jahre lang verborgen blieb, in rund fünf Gehminuten zur Fallkante.